# Hitman (jogo eletrônico de 2016)
Hitman é um jogo eletrônico de furtividade desenvolvido pela IO Interactive e inicialmente publicado pela Square Enix. É o sexto título principal da série Hitman, o primeiro da trilogia World of Assassination, e foi lançado episodicamente em seis partes entre março e outubro de 2016 para Microsoft Windows, PlayStation 4 e Xbox One. A história se passa seis anos depois de Hitman: Absolution e acompanha o assassino profissional Agente 47 enquanto ele viaja pelo mundo e desvenda uma série de assassinatos misteriosos e aparentemente não-relacionados encomendados por um "Cliente Anônimo". A jogabilidade ocorre em vários locais abertos que 47 pode explorar livremente, com o jogo apresentando ao jogador diversas oportunidades de assassinato.
A publicadora Square Enix tinha estabelecido um novo estúdio em Montréal em 2011 com a ideia que trabalhassem em um novo título da série Hitman, porém o fracasso comercial de Absolution no ano seguinte fez a IO Interactive retornar para liderar o projeto. O novo jogo foi concebido como uma reimaginação da franquia, pois a equipe queria tentar integrar a jogabilidade de Absolution com a liberdade encontrada nos primeiros títulos da série. Hitman foi definido pelos próprios desenvolvedores como um jogo eletrônico de quebra-cabeça com elementos de ação e furtividade; a IO Interactive também refinou a simulação e inteligência artificial de cada nível. O modo episódico de lançamento foi adotado porque a equipe imaginou o título como um serviço. 
Hitman foi divulgado com a tagline World of Assassination e proporcionou uma plataforma para ser expandida pelos dois títulos seguintes. Foi bem recebido pela crítica especializada ao ser lançado, recebendo elogios por seu formato episódico de lançamento, ambientações, projeto de níveis e o valor de se jogar repetidas vezes, porém também foi criticado pela necessidade de estar sempre conectado com a internet e por excessivamente direcionar o jogador por certos caminhos. Hitman não teve um bom desempenho comercial, o que fez a Square Enix colocar a IO Interactive à venda em maio de 2017. A desenvolvedora conseguiu manter os direitos da série depois de uma operação de compra e lançou Hitman 2 em 2018 e então Hitman 3 em 2021.

## Jogabilidade

A jogabilidade de Hitman possibilita que o Agente 47 use diferentes disfarces, como por exemplo um modelo de moda em Paris

Hitman é um jogo eletrônico de ação-aventura e furtividade em que os jogadores controlam um assassino geneticamente aprimorado chamado apenas de Agente 47. A jogabilidade é apresentada a partir de uma perspectiva em terceira pessoa enquanto 47 realiza uma série de assassinatos em alvos espalhados ao redor do mundo. Os jogadores, assim como em outros títulos da série Hitman, possuem enorme liberdade sobre como abordar seus assassinatos. É possível usar armas como explosivos, pistolas, fuzis de assalto e rifles de precisão. Também é possível assinar alvos a curta-distância com armas laminadas ou itens arremessáveis.
47 é vulnerável a tiros, assim é preferível usar furtividade. O personagem pode usar seu fio garrote para trangular vítimas ou disfarçar mortes como acidentes, por exemplo envenenando a comida do alvo ou afogando-o em uma privada. Também há oportunidades roteirizadas que exigem tarefas específicas. Pode-se ouvir conversas de personagens não jogáveis para descobrir pistas sobre a localização ou rotina dos alvos, além de revelar oportunidades para eliminações e infiltrações criativas. Por exemplo, 47 pode mexer em um lustre para que ele caia e mate o alvo esmagado. Também pode-se coletar itens para usar como armas improvisadas, acessar áreas antes restritas, nocautear personagens não jogáveis ou criar distrações. Os jogadores podem progredir pelos níveis de dominação em cada local ao realizar certos desafios, como matar alvos de maneiras não-convencionais, descobrir itens únicos e acessar áreas novas, recompensando-os com armas avançadas, dispositivos, locais para guardar equipamentos e novos locais para início de cada missão.
Cada episódio de Hitman apresenta um ambiente em mundo aberto livremente explorável. É possível incapacitar personagens não jogáveis específicos e vestir suas roupas como disfarce, o que permite que 47 acesse áreas restritas, inicie conversas com os alvos ou outros personagens não jogáveis e realize ações que de outra forma seriam suspeitas. Entretanto, há alguns personagens não jogáveis que conseguem perceber que 47 está disfarçado. Ele pode tentar se mesclar ao ambiente para impedir detecção. Os níveis podem acomodar aproximadamente trezentos personagens não jogáveis, cada um com rotinas próprias e podendo reagir às ações do jogador diferentemente. Agir de forma estranha, como se agachar no meio de uma multidão, levantará suspeitas. 47 talvez tenha que ser revistado por guardas caso queira entrar em áreas restritas, o que forçará o descarte de armas e outros itens ilegais antes da revista. A inteligência artificial dos personagens não jogáveis possui vários estágios de alerta. Guardas escoltarão 47 para fora da área restrita se ele for descoberto e seu disfarce pode ficar comprometido caso seja visto realizando uma ação ilegal. Uma guarda tentará primeiro prender 47, porém abrirá fogo caso o jogador resista ou tenta fugir. Guardas podem ser distraídos e 47 pode esconder os corpos de indivíduos incapacitados e outras evidências a fim de evitar alertar personagens não jogáveis. 47 também pode entrar no Modo de Instinto, que destaca a localização de alvos, itens úteis, guardas e outras informações importantes. Ele precisa localizar uma saída para completar a missão depois dos alvos terem sido eliminados. A performance do jogador na missão é avaliada em um sistema com cinco estrelas e é influenciada por fatores como tempo, número de personagens não jogáveis mortos, detecções, gravações em câmeras de segurança e corpos descobertos.
Novos conteúdos também eram entregues regularmente como downloads, inclundo missões de tempo limitado chamadas de "Alvos Elusivos". Caso o jogador falhasse em matar o alvo antes da missão terminar, ou o alvo fosse alertado e escapasse, não haveria outra chance de tentar novamente. Prêmios cosméticos eram entregues para os jogadores que conseguissem matar o alvo de forma bem-sucedida. Diferentemente do jogo principal, não era possível salvar o progresso no jogo durante as missões de Alvos Elusivos. "Contratos de Agravamento", que são contratos criados pelos próprios desenvolvedores, são missões em estágios que exigem que os jogadores realizem tarefas, como assassinar um alvo usando uma arma ou disfarce específico. Os jogadores progridem pelo agravamento ao completarem cada estágio e a dificuldade aumenta, com novos desafios sendo adicionados ou alterações ocorrendo no nível. O modo de Contratos Online de Hitman: Absolution retornou, permitindo que os jogadores designem até cinco personagens não jogáveis como alvos, estabeleçam os requerimentos dos assassinatos e compartilhem os contratos online, além de poderem competir com outros jogadores.

## Sinopse
Em 1999, um homem é iniciado na Agência Internacional de Contratos (ICA) e demonstra uma aptidão excepcional para ser um assassino. A ICA não consegue verificar seu passado ou descobrir informações a seu respeito, o que incomoda Erich Soders, o Diretor de Treinamento. O iniciado, com a ajuda seu contato Diana Burnwood, passa de um teste armado por Soders. O diretor aprova o iniciado relutantemente para trabalhos de campo. O iniciado pede para ser chamado de "47" e fica a espera de instruções.
Vinte anos depois, 47 completa uma série de contratos proporcionados por Diana. Os contratos, inicialmente, parecem não estar relacionados, porém Diana descobre informações que um indivíduo desconhecido chamado de "Cliente Anônimo" coordenou disfarçadamente esses contratos para atacar uma organização secreta chamada de "Providence", cuja existência e controle total sobre assuntos mundiais pareciam ser um mito. O Cliente Anônimo usa a ICA e 47 para matar agentes da Providence, fazendo a ICA parecer culpada e escondendo seu próprio envolvimento. Ao final, Diana é abordada por um representante da Providence, que pede para a ICA lidar com o Cliente Anônimo.

### Enredo
O Cliente Anônimo realiza um assassinato para Viktor Novikov, um magnata da moda e chefe do círculo de espionagem IAGO, recebendo como pagamento uma cópia dos arquivos da IAGO. O Cliente usa essas informações para identificar operações da Providence e envia um aviso anônimo para o MI6 sobre uma lista de espiões roubada que será leiloada durante um desfile de moda em Paris. A MI6 contrata 47 para impedir a venda; ele assassina Novikov e Dalia Margolis, parceira de negócios e a verdadeira líder da IAGO.
Dois novos contratos da ICA são estabelecidos pelo Cliente com o objetivo de atrapalhar as atividades da Providence sem se expor. Ele primeiro revela a um acionista insatisfeito da Ether Biotech Corporation sobre um projeto secreto para desenvolver um vírus mortal como arma, sabendo que esse acionista irá contratar 47 para assassinar Silvio Caruso e Francesca De Santis, os cientistas encarregados do projeto. 47 consegue assassinar os dois alvos na cidade italiana de Sapienza e destrói o protótipo do vírus que estava guardado no laboratório secreto de Caruso. A Providence envia um agente para investigar o incidente, porém este é emboscado e morto pelo Cliente.
O segundo contrato envolve o Cliente revelar a existência de um iminente golpe de estado militar no Marrocos para a Hamilton-Lowe, uma contratante internacional que possui acordos lucrativos com o governo marroquino. A empresa contrata 47 para ir a Marraquexe e eliminar o general Reza Zaydan, o líder do golpe, e o banqueiro sueco fugitivo Claus Hugo Strandberg, ambos agentes infiltrados da Providence. O Cliente invade um cofre secreto da Providence em Nova Iorque e rouba informações valiosas sobre suas operações e agentes enquanto 47 realiza o contrato. Os líderes da Providence depois disso percebem que um ataque coordenado está em andamento contra eles.
O Cliente coloca um terceiro contrato com a ICA para revelar outro membro da Providence, o recluso barão da mídia Thomas Cross. Este ordenou um encobrimento que exonerou seu filho, o cantor Jordan Cross, do assassinato de sua namorada Hannah Highmoore; o Cliente revela a verdade para a família dela. Os Highmoore contratam 47 para matar Jordan Cross e Ken Morgan, o advogado da família Cross que cuidou do encobrimento, enquanto ambos estão hospedados em um hotel de luxo em Bancoque. O Cliente usa as forças de uma milícia privada sobre seu controle para sequestrar e matar Thomas Cross durante o funeral de Jordan, roubando bilhões de dólares de seus paraísos fiscais. A ICA percebe que um elemento não identificado se beneficiou do contrato de Cross e reexamina os contratos anteriores de 47, descobrindo o papel do cliente.
A ICA descobre a existência de um campo de treinamento para a milícia do Cliente. A agência ordena uma operação prematura para eliminar o Cliente depois de uma intervenção de Soders. 47 é enviado para o campo, que fica em uma antiga fazenda no Colorado, para eliminar o ecoterrorista Sean Rose e outros membros da milícia. 47 acaba descobrindo uma sala secreta cheia da pesquisa do Cliente, revelando as conexões dos contratos anteriores com a Providence e a obsessão do Cliente com o próprio 47. Diana também descobre que Soders é um infiltrado da Providence e tem manipulado a agência para eles. O Cliente usa essa oportunidade para se esconder.
47 assassina Soders e sua oficial de ligação com a Providence, a associada da yakuza Yuki Yamazaki, em um hospital em Hokkaido, onde Soders receberá um tratamento médico em troca de uma lista de todos os agentes ativos da ICA. A Providence descobre o envolvimento do Cliente nos ataques. Um membro da Providence aborda Diana em um trem, procurando contratar a ICA para atacar o Cliente. Diana recusa, porém o homem oferece revelar informações sobre o passado de 47, o que faz ela reconsiderar.

### Os Seis de Saraievo
Em uma história alternativa, 47 recebe contratos para assassinar os seis ex-membros da SIGMA, uma unidade paramilitar de operações de negação da empresa militar privada CICADA, que cometeram crimes de guerra no Cerco de Saraievo, mas escaparam de acusações no Tribunal Penal Internacional para a antiga Iugoslávia. 47 rastrea cada membro da SIGMA, começando por seu comandante e fazendo o caminho inverso, para todos os locais da campanha principal, com os eventos e personagens de cada ambiente servindo como pano de fundo. A segurança aumenta e os alvos ficam cada vez mais paranoicos a medida que as missões progridem, aumentando a dificuldade.
No último contrato, 47 é enviado para eliminar Taheiji Koyama e recuperar arquivos documentando as operações da SIGMA. Caso 47 escolha abordar Koyama, ele revela que financiou os contratos por desejar justiça para as vítimas da SIGMA. Koyama está com uma doença terminal e instrui 47 a revelar publicamente os arquivos da SIGMA depois de sua morte. 47 cumpre o pedido, porém ele e Diana concordam que a indiferença pública provavelmente fará as atrocidades da SIGMA ficarem na obscuridade.

### Paciente Zero
Uma seita apocalíptica que se mascara como um grupo de autoajuda está usando uma exibição em um hotel de Bancoque como cobertura para um ataque biológico. 47 recebe um contrato de um bilionário misterioso para eliminar Oybek Nabazov, o líder da seita, e a Irmã Yulduz, a segunda no comando. Diana percebe uma série de mensagens sendo transmitidas da rede do hotel, que revelam ser sinais para ativar os agentes dormentes da seita ao redor do mundo como contingência caso Nabazov fosse morto.
A ICA identifica dois agentes: Irmão Akram e o escritor Craig Black. Os dois estão em um evento em Sapienza para trocarem uma arma igual a de Bancoque, que 47 recupera depois de eliminar ambos. A inteligência da ICA confirma a origem de outro sinal, desta vez vindo dos Estados Unidos, que leva até um campo de mercenários no Colorado onde o doutor Bradley Paine, um especialista do Centro de Controle e Prevenção de Doenças e membro secreto da seita, já começou a infectar seu pessoal. 47 é forçado a manter a distância para evitar ser infectado, mas mesmo assim consegue assassinar Paine e quatro vítimas do vírus de Nabazov com um rifle de precisão.
Os analistas de Diana interceptam um memorando indicando que autoridades japonesas prenderam recentemente um homem em um voo para a Austrália que mostrava sinais da infecção, tendo ordenado que ele ficasse de quarentena em um hospital em Hokkaido. 47 se infiltra no hospital para eliminar o indivíduo, que revela ser Owen Cage, um pesquisador radical que ajudou a projetar o vírus e se infectou com ele para se tornar o paciente zero. Um alvo adicional é Klaus Liebleid, um cientista da Ether supervisionando a quarentena que secretamente está tentando obter informações sobre o vírus para que sua empresa realize engenharia reversa. Apesar de Cage estar em isolamento, o vírus se espalha para outras pessoas e 47 é forçado a matar todos os infectados para eliminar o vírus. 47 consegue completar o contrato e o vírus é destruído.

## Desenvolvimento
A desenvolvedora dinamarquesa IO Interactive tinha produzido todos os títulos principais da série Hitman. A Square Enix, a então publicadora e proprietária da IO, anunciou em 2012, antes do lançamento de Hitman: Absolution, que tinha estabelecido um novo estúdio chamado Square Enix Montréal para trabalhar em jogos de Hitman no futuro. Entretanto, Absolution não teve um bom desempenho comercial e a IO demitiu metade de seus funcionários e cancelou todos os projetos que estavam em andamento na época, iniciando os trabalhos em um novo título de Hitman, enquanto a Square Enix Montréal passou a se focar no desenvolvimento de jogos da série para plataformas portáteis. A maioria dos membros da equipe da IO que permaneceram tinham trabalhado apenas em Absolution e não nos títulos anteriores da franquia.
Absolution foi controverso por remover muitos dos elementos tradicionais de jogabilidade da franquia e por ser linear, em vez de possuir os níveis abertos presentes nos jogos antigos, mesmo sendo no geral mais acessível. A equipe se esforçou para integrar a jogabilidade de Absolution com os níveis abertos de Hitman: Blood Money na hora de conceberem ideias para uma sequência. Segundo o diretor Christian Elverdem, esse objetivo foi "intimidador" durante os estágios iniciais de desenvolvimento devido a necessidade de atualizar seu motor de jogo Glacier a fim de acomodar esses mapas maiores, além do fato que a maior parte da equipe não tinha experiência na criação de mundos abertos. Segundo o roteirista principal Michael Vogt, Hitman foi pensado para ser um "reinício suave" e uma "reimaginação" da franquia.

### Projeto técnico
Os principais pontos da história e os locais a serem visitados foram decididos por um pequeno grupo de desenvolvedores principais, depois do qual uma equipe foi designada para o projeto, regras, alvos e outros detalhes específicos de cada nível para que assim mundos autônomos fossem criados. Paris foi o primeiro nível criado pela IO e foi um corte vertical de todo o jogo; ele estabeleceu para os episódios seguintes as regras de jogabilidade, o projeto de nível geral e o número de personagens não jogáveis presentes. Elverdem disse que cada nível é "totalmente simulado" e os jogadores são livres para explorar e observar o comportamento da inteligência artificial. A simulação se ajusta e continuar a funcionar caso os jogadores eliminem um determinado personagem não jogável, porém ela também reage às ações dos jogadores. A equipe ouviu as opiniões de jogadores teste e ajustou o jogo de acordo. Por exemplo, alguns jogadores reclamaram que os níveis eram muito punitivos, assim a IO introduziu o conceito de escoltas, em que um personagem não jogável escolta 47 de volta para um espaço público caso ele seja visto em local proibido, enquanto nas versões anteriores os guardas iriam atacar 47.
A IO considerou Hitman um jogo de quebra-cabeça com elementos de ação e furtividade. Vários conceitos foram criados. O primeiro foi chamado de "queijo suíço"; segundo a equipe, o termo significa que os jogadores são apresentados com várias opções de se mover ao redor de um nível. Há dois tipos de níveis: "fortaleza", que é uma área que os jogadores precisam se infiltrar; e "casa de caracol", que é um nível com projeto circular em que os jogadores são encorajados a explorar as áreas periféricas a fim de encontrar um modo de acessar o meio do mapa. O nível de Sapienza foi desenvolvido ao mesmo tempo que Paris e foi projetado para ser o completo oposto deste, tanto em projeto de nível quanto em estética. O mapa é inspirado nas cidades italianas de Amalfi e Vernazza e possui o projeto de casa de caracol. Elverdem descreveu essa nível em particular como o "auge" do projeto de queijo suíço, pois o mapa possui grande verticalidade e os caminhos são interconectados, garantindo que os jogadores nunca encontrem um beco sem saída. O projetista Jesper Hylling afirmou que a equipe realizou sua pesquisa de locais remotamente usando Google Imagens, YouTube e Google Street View.
A equipe incorporou um conceito chamado de "furtividade social", em que é esperado que os jogadores obedeçam normas sociais e se comportem de acordo com as regras de um ambiente ou contexto para se misturarem. Cada área do mapa é considerada um microbioma que informa aos jogadores como devem agir. A equipe equilibrou a proporção de espaços públicos e privados em cada nível. Os jogadores podem andar por espaços públicos sem restrições, o que permite que compreendam a "atmosfera" do nível e descubram oportunidades de missões. Há dois tipos de espaços privados: espaços profissionais que muitas vezes necessitam de disfarce e espaços pessoais em que o alvo pode ficar sozinho. A inteligência artificial dos alvos exibe dois tipos de comportamentos: alguns irão vagar pelo mapa e outros permanecerão em espaços privados restritos aos jogadores. Isto ajudou a diversificar o ciclo de jogabilidade ao ecorajar estilos de jogo diferentes. Para a equipe, o primeiro tipo de alvo encoraja os jogadores a segui-los e observar seus comportamentos e padrões, enquanto o segundo leva os jogadores a procurar modos para infiltrar um ambiente ou acessar áreas restritas.
A equipe recebeu reclamações de jogadores teste que os níveis pareciam sem vida e entediantes, assim subenredos narrativos com missões de história e oportunidades foram adicionados. Esses elementos colocam os jogadores em um "trilho" que os guia até o alvo; isto adicionou novos desafios à simulação porque essas oportunidades interrompem o ciclo normal dos alvos e os jogadores podem complicar esse ciclo ao abandonarem uma oportunidade em favor de outra. Mesmo assim, a IO achou que esses subenredos permitem que os jogadores descubram modos criativos para mudar o ciclo da inteligência artificial de formas significativas e orgânicas. Por exemplo, caso o vírus seja destruído em Sapienza, um dos alvos, o cientista Silvio Caruso, irá deixar seu ciclo normal para visitar o laboratório. Os jogadores podem facilmente usar esse elemento para manipular os alvos. Os desenvolvedores, apesar de colocarem os jogadores em um trilho, pararam de dar instruções depois de informações suficientes para o assassinato terem sido reveladas. A equipe achou que isso encorajava os jogadores a decidirem sozinhos como abordar um alvo e também informa que nunca há um modo "errado" de eliminar um alvo.

### Narrativa
Elverdam e Vogt colocaram uma ênfase maior na narrativa de Hitman porque observaram que o mercado queria "dramas de qualidade" depois de The Last of Us. Vogt comentou que houve uma mudança de gênero para a franquia com este jogo; diferentemente dos títulos anteriores que são suspenses de crime, Hitman é um "suspense de agente" inspirado em filmes de James Bond como Casino Royale, além de possuir um tom mais "aventureiro e aspiracional" do que os jogos mais antigos, que eram "frios e cínicos". A IO elevou a estatura de 47 e seus alvos; o agente passou a viajar para locais luxuosos e exóticos, assassinando alvos da elite social e que são criminosos poderosos. Elverdem afirmou que a mudança de gênero fez 47 se tornar "o cara que você chama para os golpes mais impossíveis sob as circunstâncias mais impossíveis". Hitman possui um "guia moral mais forte" do que títulos anteriores para que fosse aspiracional, assim os assassinatos de 47 são moralmente justificáveis e fazem mais sentido no contexto do universo do jogo.
Vogt descreveu 47 como o "personagem folha em branco por excelência", enquanto Elverdam disse que "já que ele não é ninguém ele mesmo, é fácil para ele ser todos os outros". O único objetivo de 47 é completar suas missões. A equipe, devido à natureza do personagem, não consegue forçar a aplicação de arcos tradicionais de personagens, como o monomito; os desenvolvedores acharam que isso criaria uma dissonância ludonarrativa. A equipe apresentou outros personagens para acompanhar 47 em Hitman e em suas sequências. Seu contato Diana Burnwood se tornou sua consciência, enquanto o Cliente Anônimo atua como suas emoções. Esses personagens possuem sentimentos e desejos genuínos, com suas ações e atitudes lentamente influenciando 47 e facilitando seu próprio arco de personagem. O ator David Bateson retornou para dublar 47.
Vogt ficou inicialmente preocupado com o formato episódio do jogo; ele achou que um episódio poderia parecer "um pedaço de um jogo incompleto" caso possuísse muitos elementos narrativos. A equipe assim decidiu incluir subenredos dentro de cada nível, enquanto a história principal foi pensada para ser desenvolvida no decorrer de três jogos. Isto fez de Hitman similar a uma série de televisão, em que alguns episódios são dedicados apenas a um subenredo que não possuem relação com a narrativa principal. Vogt afirmou que este jogo servia apenas para apresentar os personagens e que a história ficaria cada vez mais importante nos dois títulos seguintes. A primeira metade do jogo possui pouco conteúdo de história porque os desenvolvedores queriam garantir que os jogadores pudessem se relacionar com 47, um assassino impiedoso que viaja ao redor do mundo para matar alvos designados para ele. A IO procurou criar um mundo interessante por 47 ser uma folha em branco. 47, em vez de ser um protagonista, é um intruso que observa e ocasionalmente interrompe a vida de outras pessoas. A equipe se apoiou muito em narrativa ambiental para poder alcançar essa ideia. O diretor de arte Jonathan Rowe comentou que o departamento de arte passou muito tempo "decorando" cada sala e item com o objetivo de garantir que cada elemento tivesse um motivo para estar e tivesse uma história a contar. Por exemplo, alguns quartos do hotel de Bancoque estão bagunçados, comunicando a história sobre os ocupantes anteriores desses ambientes.

### Online
Hitman é um jogo eletrônico permanentemente online devido à inclusão dos Alvos Elusivos, que podem ser mortos apenas uma vez. A criação dos Alvos Elusivos não afetou o projeto de níveis, mas a equipe usou uma filosofia de projeto diferente quando comparado ao jogo principal. Os jogadores só podem jogar os Alvos Elusivos uma vez porque os desenvolvedores acharam que isso criaria uma experiência mais tensa e impediria que imperfeições fossem percebidas, o que tornaria a experiência menos prazerosa. Os Alvos Elusivos foram pensados para serem memoráveis; eles nem sempre possuem uma conexão com a história principal, o que deu a IO mais liberdade para criarem personagens se encaixassem na ambientação e mapa de cada nível. A equipe evitou lançar Alvos Elusivos em mapas recém disponibilizados, pois queriam que os jogadores tivessem tempo suficiente para dominar e explorar o nível. Os desenvolvedores observaram o modo como os jogadores completaram os Alvos Elusivos, tanto seus padrões quanto opiniões, e realizaram ajustes para que alvos futuros fossem mais desafiadores. Hannes Seifert, o chefe de estúdio da IO, descreveu os Alvos Elusivos como "o pulso" da experiência que "energizou" a comunidade e aumentou as vendas do título. Esse modo tinha a intenção de criar pequenos conteúdos novos para os jogadores durante os intervalos entre os lançamentos dos episódios. Um aplicativo que permitia que os jogadores acompanhassem o conteúdo online lançado para o jogo estreou em julho de 2016.
A agência de publicidade norte-americana Omelet anunciou em março de 2016 uma parceria com a Square Enix para uma campanha chamada "Choose Your Hit". Os jogadores podiam votar na internet e no Twitter se queriam matar Gary Cole ou Gary Busey; o ator que recebesse mais votos emprestaria sua voz e também sua aparência para o alvo de uma missão. Foi anunciado um mês depois que Busey tinha vencido e apareceria como alvo de uma missão que seria lançada em meados de 2016. Busey foi revelado como o sétimo Alvo Elusivo em julho; sua missão ficou disponível por sete dias a partir de 21 de julho de 2016, com Cole também fazendo uma aparição.
Um modo completamente online chamado Contratos, que apareceu pela primeira vez em Absolution, retornou em Hitman. Os desenvolvedores acharam que os mapas maiores e com um grande número de personagens não jogáveis deixariam a experiência do modo muito mais variada, assim também criaram personagens não jogáveis identificáveis para que os alvos customizáveis fossem mais interessantes. Os servidores online ficaram instáveis quando Absolution estreou em 2012 devido ao número de jogadores tentando acessar o modo Contratos; a IO melhorou sua infraestrutura online para impedir uma repetição do incidente e garantir que Hitman tivesse um lançamento estável.

## Lançamento
Hitman foi anunciado oficialmente em 15 de junho de 2015 durante a conferência de imprensa da Sony Computer Entertainment na Electronic Entertainment Expo. Ele originalmente seria lançado em 8 de dezembro do mesmo ano para Microsoft Windows, PlayStation 4 e Xbox One, porém essa data foi adiada para 11 de março de 2016 a fim de dar a IO tempo adicional para incluir mais conteúdo no jogo base. A versão de PlayStation 4 inclui seis missões exclusivas coletivamente chamadas de Os Seis de Saraievo. Aqueles que compraram o título na pré-venda tiveram acesso ao beta, que estreou em 12 de fevereiro no PlayStation 4 e em 19 de fevereiro no Windows. Nenhum passe de temporada foi disponibilizado porque a IO considerou a adição de conteúdo pago como a "abordagem errada". Os jogadores que adquiriam Hitman na pré-venda também receberam um pacote de roupas e armas especiais no jogo baseadas em uma missão de Blood Money. A Feral Interactive lançou uma edição completa do título para Linux em 16 de fevereiro de 2017 e para macOS em 20 de junho. Uma versão para Google Stadia estreou em 1º de setembro de 2020.

### Formato
Absolution não teve nenhuma forma de suporte oficial pós-lançamento, porém os desenvolvedores perceberam que os jogadores voltavam regularmente para o modo Contratos, em que outros jogadores estabeleciam alvos customizáveis e os compartilhavam online. A longevidade do modo encorajou a IO a reavaliar o modo de lançamento de Hitman, que eles enxergavam como uma "plataforma digital" similar a uma série da Netflix. Essa plataforma, que foi divulgada com a tagline World of Assassination, permitiu que a equipe lançasse conteúdos regularmente sem a necessidade de reconstruir a tecnologia. A IO acreditou que lançar o título a um preço mais baixo e com um número menor de níveis encorajaria mais jogadores a comprá-lo, criando um boca a boca positivo que expandiria a base de jogadores. A equipe também achou que novos jogadores converteriam suas versões existentes para a versão completa a medida que mais episódios estreassem. A IO estimou que aproximadamente oitenta por cento das compras seriam dos episódios avulsos, enquanto o restante, quem eles achavam que eram os fãs de longa data da série, iriam comprar a versão completa e com preço total.
O jogo originalmente seria lançado na forma de um "pacote inicial" que incluiria todo o conteúdo base, três mapas, seis missões de história, quarenta missões de assassinatos, um modo de contratos com aproximadamente oitocentos alvos customizáveis e acesso a eventos regulares realizados pela IO. Novas missões e mais três locações seriam disponibilizadas depois da estreia, com uma versão completa e com preço total a ser lançada depois de todos esses conteúdos novos. Nenhum conteúdo para download foi planejado e microtransações não seriam oferecidas; nova missões, locais e alvos seriam adicionadas regularmente como atualizações gratuitas.
Foi anunciado em 14 de janeiro de 2016 que Hitman seria lançado em um formato episódico; o jogo, no lançamento, consistiria das missões do prólogo e de Paris. Novos conteúdos seriam lançados mensalmente, primeiro as duas cidades que originalmente formariam parte do "pacote inicial" do título e depois pelos três mapas que teriam formado as expansões. Eventos semanais seriam realizados e conteúdos adicionais disponibilizados entre as atualizações mensais. Essas expansões seriam lançadas sem custo adicional para aqueles que compraram a versão a preço total do jogo, porém aqueles que adquiriram o "pacote inicial" precisariam comprar o conteúdo extra separadamente. Segundo Seifert, a decisão de seguir um modelo episódico permitia a equipe mais tempo para desenvolver aos níveis e "criar um jogo vivo que irá se expandir e evoluir com o passar do tempo e estabelecer uma fundação para o futuro – este é o primeiro jogo em uma narrativa que irá continuar e se expandir em títulos de Hitman futuros".
O lançamento episódico permitiu que a IO recebesse comentários sobre os primeiros níveis e concertassem falhas de projeto durante o desenvolvimento dos mapas posteriores. A reação positiva ao segundo episódio aumentou a confiança da equipe e os encorajou a continuar experimentando ao modificar os princípios de projeto nos últimos mapas, o que adicionou novos desafios e mudou as expectativas dos jogadores. Os desenvolvedores também acharam que o lançamento periódico dos episódios iria encorajar os jogadores a rejogarem e dominarem cada nível, além de que compartilhassem suas experiências com outros enquanto aguardavam a estreia do episódio seguinte.

### Episódios
Além do primeiro nível, que serve de prólogo e tutorial para o jogo, Hitman possui seis missões principais em seis locais diferentes:
| № | Título                    | Local                    | Lançamento             |
| - | ------------------------- | ------------------------ | ---------------------- |
| 0 | "Instalações da ICA"      | —                        | 11 de março de 2016    |
| 1 | "Roubando a Cena"         | Paris, França            | 11 de março de 2016    |
| 2 | "Mundo do Amanhã"         | Sapienza, Itália         | 26 de abril de 2016    |
| 3 | "Uma Jaula de Ouro"       | Marraquexe, Marrocos     | 31 de maio de 2016     |
| 4 | "Clube 27"                | Bancoque, Tailândia      | 16 de agosto de 2016   |
| 5 | "Guerreiros da Liberdade" | Colorado, Estados Unidos | 27 de setembro de 2016 |
| 6 | "Situs Inversus"          | Hokkaido, Japão          | 31 de outubro de 2016  |

A IO anunciou depois do lançamento do terceiro episódio que um "Episódio Bônus de Verão" estrearia em 19 de julho e teria alterações nos níveis de Sapienza e Marraquexe, novos alvos, desafios e oportunidades. Houve no total quatro episódios bônus que os jogadores poderiam completar:
- "O Ícone":[87] 47 é encarregado de assassinar o ator-diretor Dino Bosco durante as filmagens de um novo filme de super-herói em Sapienza com o objetivo de salvar a produtora italiana L'Avventura Pictures, que está à beira da falência pela incompetência de Bosco e do orçamento super-elevado de seu filme.[88]
- "Uma Casa Sobre a Areia":[87] antes dos eventos de "Uma Jaula de Ouro", 47 é contratado para matar Matthieu Mendola, arquiteto da contratante internacional Hamilton-Lowe, e Kong Tuo-Kwang, diretor executivo da rival China Corp., que tinha contratado Mendola para roubar segredos valiosos, além de recuperar esses mesmos segredos.[89]
- "Ladrões de Feriado": 47 é chamado para eliminar os ladrões profissionais Harry Bagnato e Marv Gonif, ambos fugitivos das autoridades norte-americanas, enquanto tentam roubar uma palácio em Paris durante o Natal. Os alvos são paródias dos personagens de Joe Pesci e Daniel Stern no filme Home Alone.[90]
- "Vitória Esmagadora": antes do eventos de "Mundo do Amanhã", 47 é contratado por Silvio Caruso para assassinar Marco Abiatti, um rico empresário e político de direita com ligações com a máfia, que está concorrendo a prefeito de Sapienza com o objetivo de demolir boa parte da cidade para construir um resort de luxo.[91]

### Publicação
A Square Enix, a empresa-mãe da IO, publicou todos os episódios, além dos lançamentos digital e de varejo de Hitman: The Complete First Season, que reunia todos os episódios do jogo. Esta versão estreou em 31 de janeiro de 2017. O título teve um desempenho comercial abaixo do esperado e a Square Enix preferiu priorizar seus recursos em outros estúdios, assim a empresa decidiu vender a IO e permitiu que a diretoria desta realizasse uma operação de compra, depois do qual o estúdio tornou-se independente.
A IO manteve os direitos da franquia Hitman e começou a publicar o jogo digitalmente. O prólogo, "Instalações da ICA", foi disponibilizado gratuitamente em junho de 2017. Depois em 7 de novembro o estúdio lançou Hitman: Game of the Year Edition, que inclui todos os episódios mais uma nova campanha chamada de Paciente Zero, que altera os mapas de Bancoque, Sapienza, Colorado e Hokkaido. Esta edição também inclui novos trajes inspirados em Blood Money e novas composições musicais por Niels Bye Nielsen. A IO fez uma parceria com a Warner Bros. Interactive Entertainment para lançar Hitman: Definitive Edition no varejo em 15 de maio de 2018, que incluía a campanha e todos os episódios bônus, além de um conteúdo especial de trajes inspirados em outros títulos da IO, como Freedom Fighters, Mini Ninjas e Kane & Lynch.

## Recepção

### Crítica
Muitos críticos inicialmente expressaram ceticismo sobre o formato de lançamento. Arthur Gies da Polygon afirmou, após a estreia do primeiro episódio, que o jogo parecia mais inacabado do que episódico. Phil Savage da PC Gamer escreveu que "Hitman parece pouco refinado e inacabado de muito modos pequenos, mas importantes". As impressões dos críticos mudaram a medida que mais episódios foram sendo lançados. Mike Williams da USgamer comentou que o formato episódico ajudou a aumentar o valor de se jogar Hitman repetidas vezes, pois permitia tempo suficiente para os jogadores explorarem um nível totalmente e experimentassem com abordagens diferentes antes de um novo episódio estrear. Alec Meer da Rock, Paper, Shotgun achou que o modelo de lançamento episódico fez com que o título não fosse esmagador para os jogadores e que "[estabeleceu] um excelente precedente para ter pequenos pedaços impecáveis por mês" e que outros jogos poderiam se inspirar nessa estrutura de lançamento. Segundo os desenvolvedores, o formato encorajaria os jogadores a retornar regularmente para rejogarem cada nível.
As locações foram muito elogiadas. Williams gostou da variedade dos níveis, que ele descreveu como "parquinhos" que os jogadores podem livremente explorar e observar. Savage afirmou que os níveis eram "intrincados" e "densos", o que significava que os jogadores teriam muito o que fazer e encorajava a jogar várias vezes. Ele também gostou da variedade apresentada, especialmente nos locais posteriores, o que considerou que acrescentava novos desafios. Brett Todd da GameSpot admirou a complexidade do projeto de níveis, escrevendo que "os níveis são tão grandes e cheios de detalhes que eles assumem vida própria, parecido com filmes diferentes em uma franquia". Por outro lado, Jeff Marchiafava da Game Informer comentou que os níveis eram tão grandes que os jogadores poderiam encontrar oportunidades significativas de modo pouco espontâneo e orgânico, além de que muita tentativa e erro eram necessárias nos últimos episódios devido a mudanças nas regras, o criava frustração. Edwin Evans-Thirlwell da Eurogamer ficou decepcionado que a inteligência artificial não respondia suficientemente às ações dos jogadores. Os críticos concordaram de modo geral que Paris era um começo promissor para o jogo, enquanto Sapienza foi frequentemente destacada como o ponto alto pela complexidade de seu mapa, variedade de locais e assassinatos criativos. Marraquexe e Hokkaido também receberam críticas positivas, porém Bancoque e Colorado foram considerados níveis mais fracos por os assassinatos serem menos criativos e o estilo artístico menos marcante. Colocaro em particular foi controverso entre os jogadores pela ausência de espaços públicos e falta de verticalidade. A ideia de uma aventura ao redor do mundo foi bem recebida; Williams e Todd destacaram similaridades entre Hitman e os filmes de James Bond. Alguns críticos expressaram decepção pelo jogo reutilizar dubladores em locações diferentes.
A jogabilidade foi elogiada. Williams disse que os jogadores eram capazes de experimentar diferentes modos de assassinar seus alvos, desbloqueando novas ferramentas enquanto progridem, o que permitia a descoberta de novas oportunidades. Andy Kelly da PC Gamer escreveu que "se você tem uma ideia absurda, o jogo quase sempre irá se acomodar e reagir a ela". Savage afirmou que as oportunidades eram "divertidas" porque elas frequentemente resultavam em assassinatos criativos. Todd falou que os assassinatos pareciam mais um "passeio numa casa de diversões do que assassinatos por encomenda sombrios" devido à natureza exagerada do jogo. Jeffrey Matulef da Eurogamer destacou que a inteligência artificial gerava muitos momentos não-roteirizados para os jogadores. Evans-Thirlwell, entretanto, achou que algumas oportunidades eram muito dominadoras porque o jogo oferece muita orientação aos jogadores. Gies e Williams elogiaram a IO por permitirem que os jogadores jogassem o título com poucas pistas por meio de alterações nas configurações gerais. Williams e Savage destacaram que Hitman pareciam um jogo de quebra-cabeça pelo modo como os jogadores decifram os padrões da inteligência artificial e abordam seus alvos. Savage também comentou que o jogo possuía a "mais elegante implementação" do sistema de disfarces por apresentar um personagem não jogável específico que reconhece 47, diferentemente do "medidor arbitrário de suspeita" de Blood Money, porém Todd e Marchiafava falaram que o padrão ainda permanecia difícil de discernir. Ambos também expressaram descontentamento pela exigência de estar sempre conectado com a internet.

### Vendas
O formato episódico de Hitman não o fez um sucesso comercial, diferentemente do esperado. A maioria dos jogadores compraram a versão com preço total e o volume de vendas foi bem menor do que um lançamento tradicional. A versão de varejo também não alcançou as expectativas da Square Enix devido à confusão de mercado sobre o formato episódico, mesmo depois do fim do desenvolvimento, o que fez com que a publicadora colocasse a IO a venda. Hitman: The Complete First Season foi o quarto título mais vendido no varejo do Reino Unido durante sua primeira semana de lançamento, atrás de Resident Evil 7: Biohazard, Grand Theft Auto V e FIFA 17. Mesmo assim, a IO anunciou em novembro de 2017 que o jogo tinha atraído sete milhões de jogadores até então, com esse número subindo para treze milhões até maio de 2018.

### Prêmios
Hitman recebeu indicações como Melhor Jogo de Ação/Aventura no The Game Awards 2016 e Jogo em Evolução no British Academy Games Awards. Além disso, apareceu nas listas de melhores do ano da Eurogamer, GameSpot, GamesRadar e The Verge, e foi indicado a Melhor Jogo de Ação-Aventura pela IGN.

## Sequências
Uma sequência chamada Hitman 2 foi lançada pela Warner Bros. Interactive Entertainment em novembro de 2018 para Microsoft Windows, PlayStation 4 e Xbox One. Hitman: Legacy Pack estreou como conteúdo para download em 9 de novembro para Hitman 2, disponibilizando todas as missões do primeiro jogo e incorporando as melhorias nas mecânicas de jogabilidade incluídas na sequência. Hitman 3, o último título da trilogia World of Assassination, foi lançado pela própria IO em janeiro de 2021 para as mesmas plataformas mais PlayStation 5 e Xbox Series X/S, com os jogadores podendo importar os níveis de Hitman para o novo jogo.